# (12281) Chaumont
(12281) Chaumont (1990 WA5) – planetoida z grupy pasa głównego asteroid okrążająca Słońce w ciągu 4,54 lat w średniej odległości 2,74 j.a. Odkryta 16 listopada 1990 roku.